# Yvon Vandycke
Yvon Vandycke, né en 1942 à Charleroi et mort en 2000 à Saint-Denis, est un peintre, poète et polémiste belge.

## Biographie
Yovn Vandycke a douze ans lorsque son père, ouvrier à Marcinelle, meurt. À seize ans il fait paraître son premier recueil de poésies. Il se lie d’amitié avec le fils de Gustave Camus, alors professeur à l’Académie royale des Beaux-Arts de Mons.
Il s’inscrit, dès 1958, au cours de peinture de Gustave Camus. Celui-ci est devenu directeur de cette Académie et confie à Vandycke un atelier, celui du dessin de composition, de 1965 à 1975. Il deviendra ensuite responsable de l’atelier de peinture, jusqu’à sa mort.
Il expose en 1963 sur le thème Contribution à une Ontologie à Bruxelles. En 1971, avec le sculpteur Christian Leroy, avec Michel Jamsin, ainsi que Jean-Marie Molle, Jacques Ransy et Charles Szymkowicz. Il fonde le groupe Maka. Calisto Peretti y sera associé par après. En 1976, le groupe se dissout, mais un autre groupe renaît de ces cendres sous le nom d’Art cru. Puis, ce sera Polyptyque : expositions de 1980 à 1983, avec Michel Jamsin, Christian Leroy, Charly Vienne, tous professeurs de peinture, sculpture ou dessin à l’Académie de Mons. Il animera encore en collaboration les Ateliers des Arts, de 1983 à 1987 des expositions, rencontres, publications. Enfin, ce sera La valise est dans l’atelier et L’Atelier V où il assume la promotion de ses élèves ou amis. Yvon Vandycke est mort en décembre 2000.
Yvon Vandycke a signé le Manifeste pour la culture wallonne en 1983.

## Note
1. ↑  Maka veut dire marteau en wallon, terme utilisé notamment dans les forges anciennes : le maka était le marteau de fer qui affinait la fonte.